# Корсо Венеция
Корсо Венеция (итал. Corso Venezia) — одна из центральных улиц Милана, проходит сквозь Квартал моды. На улице расположены бутики известных домов высокой моды, что делает её одной из самых дорогих улиц в мире. Здесь также много других достопримечательностей — дворцов, парков и садов эпохи Возрождения, барокко, рококо и неоклассицизма.
Ближайшая станция метро: Монтенаполеоне на линии М3.

## История
Улица — часть древней дороги Корсо ди Порта Ориентале, соединявшей центр города с одноименными воротами (Венецианские ворота (ит.)), откуда берут начало дороги в Бергамо и Монцу.
Улица стала престижной и начала застраиваться домами миланской знати после того как в 1770 году молодой сын Марии Терезии Фердинанд переехал в Милан в качестве губернатора города. По этому случаю архитектору Пьермарини было поручено украсить испанские стены и создать общественные сады, ныне известные как Джардини Пуббличи (ит.). Благодаря этому улица содержит большое количество вилл и дворцов, представляющих большую архитектурную ценность.
В Джардини Пуббличи находится Миланский музей истории природы (ит.), который открыт в 1838 году, когда Джузеппе де Кристофорис (1803—1837) подарил городу свои коллекции. Его первым директором был Джорджо Ян (1791—1866).